# Aspidistra cavicola
Aspidistra cavicola là một loài thực vật có hoa trong họ Măng tây. Loài này được D.Fang & K.C.Yen mô tả khoa học đầu tiên năm 1993.